# تویوتا کمری (ایکس‌وی۳۰)
تویوتا کمری (ایکس‌وی۳۰) (Toyota Camry (XV۳۰)) خودرویی است که در سال‌های ۲۰۰۱ تا ۲۰۰۶در تویوتا، آیچی، ژاپن، استرالیا، تایلند، فیلیپین، شاه عالم، مالزی، اندونزی و جمهوری چین تولید شده‌است.
طراحی آن خودروهای موتور جلو-محور جلو و خودروهای موتور جلو-چهار چرخ متحرک بوده است. سیستم جعبه‌دندهٔ آن ۵ دنده به دو صورت خودکار و دستی است.

## نگارخانه

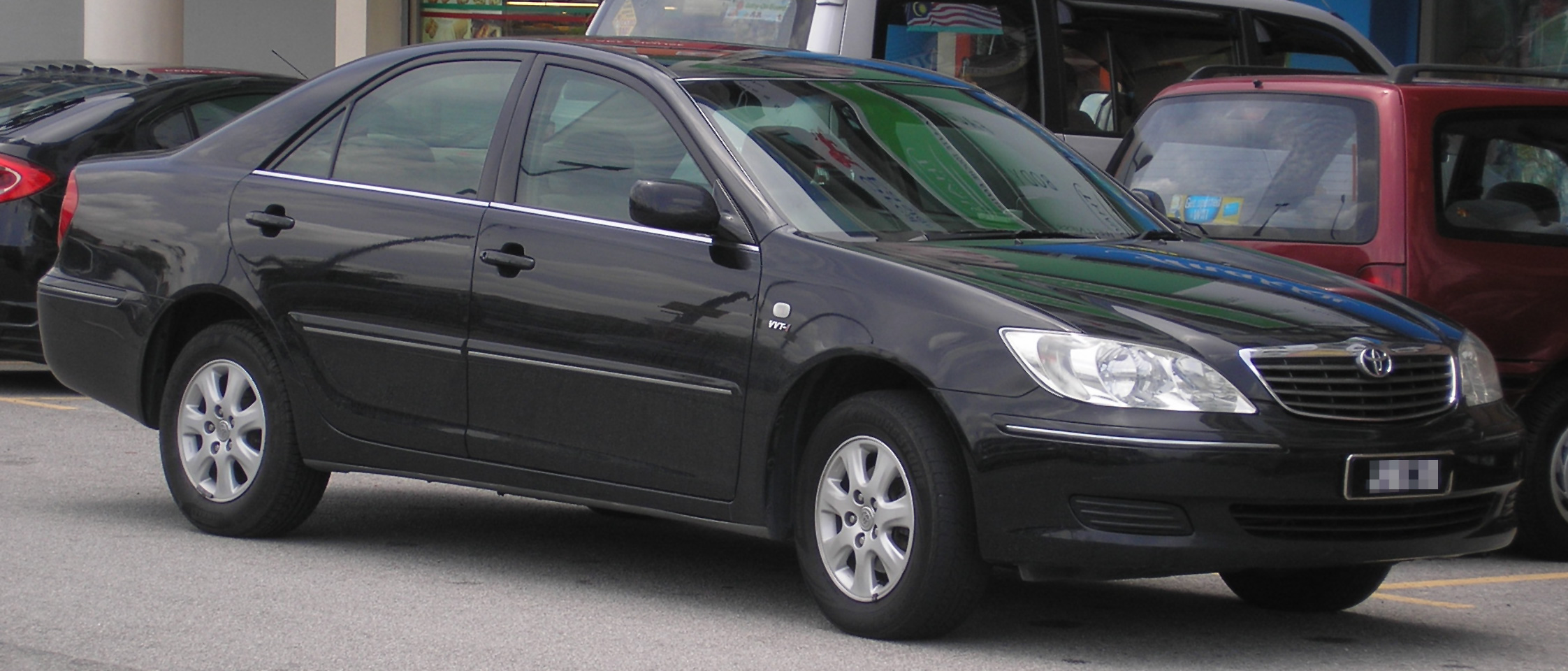
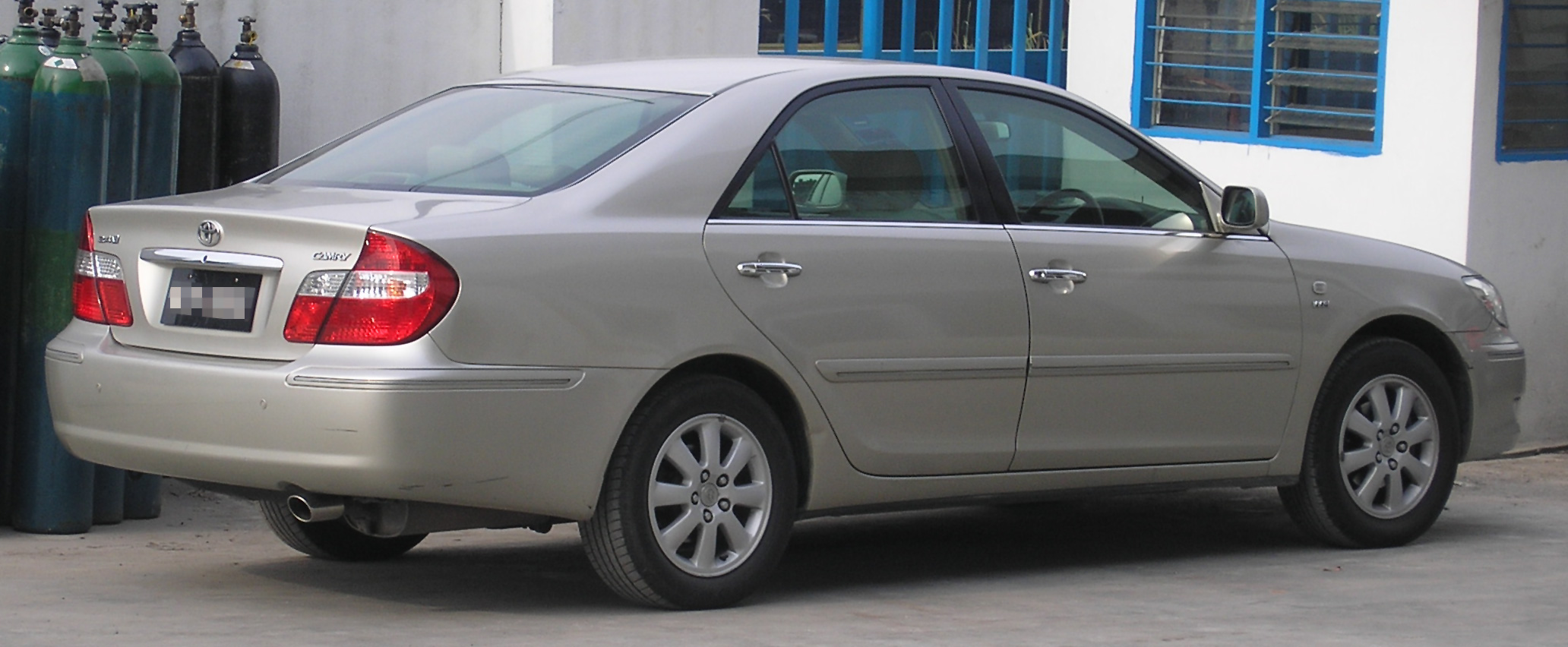
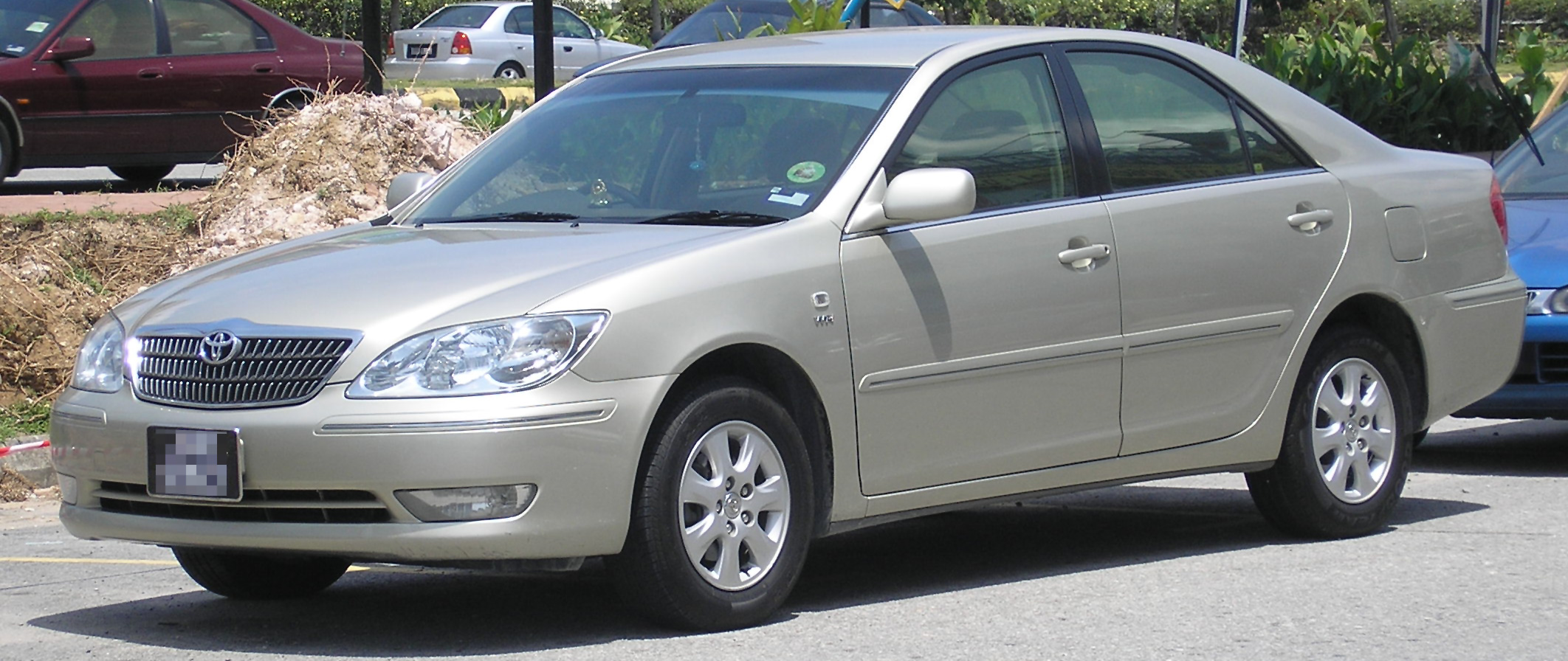
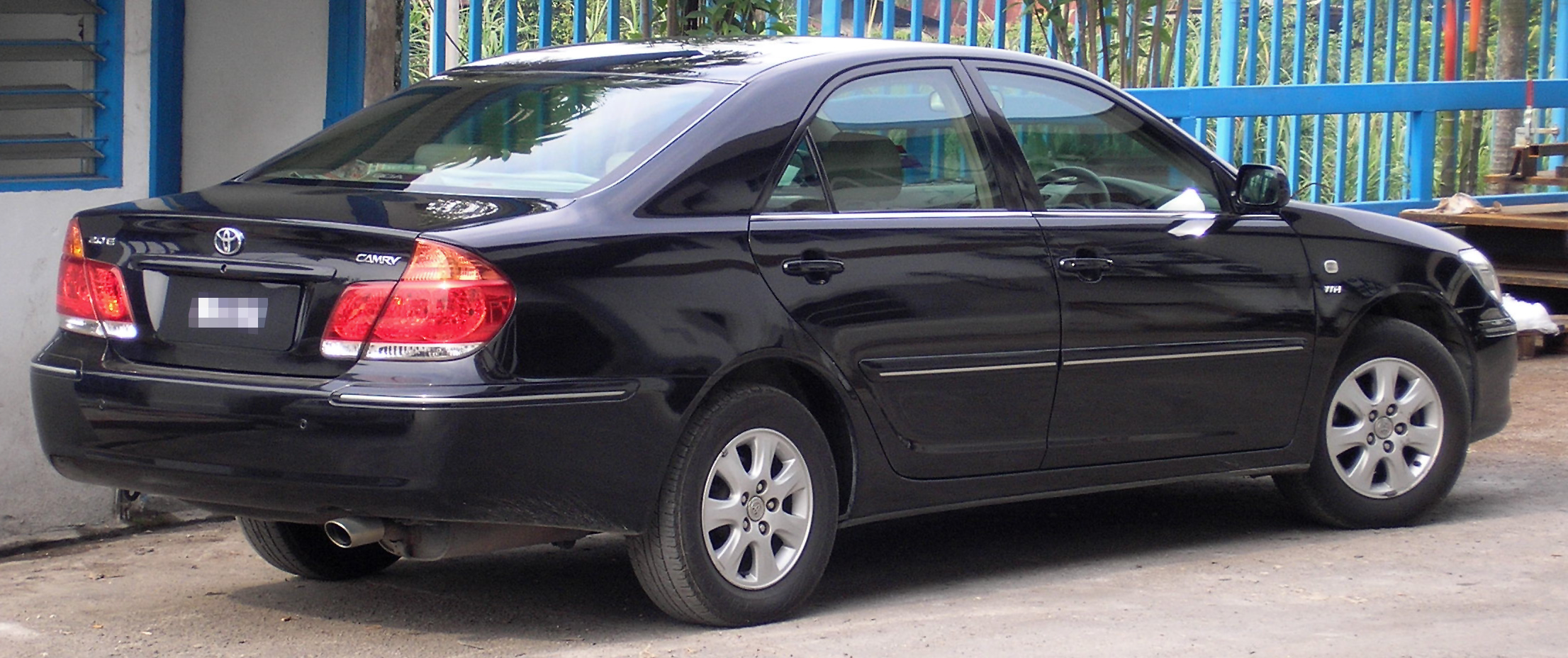